# Gustavo Puerta
Gustavo Adolfo Puerta Molano (La Victoria, 23 de julio de 2003) es un futbolista colombiano que juega de centrocampista para el Hull City de la Championship de Inglaterra.

## Trayectoria

### Bogotá F. C.
Puerta fue contratado por el Bogotá F. C. el 1 de julio de 2021, debutando con ese club días después en el Torneo BetPlay contra Tigres. En su primera temporada jugó 10 partidos con el club y marcó un gol, y en su segunda temporada ha jugado 18 partidos, marcado un gol y generado 2 asistencias.

### Bayer Leverkusen
El 27 de enero del 2023, se anunció la compra de los derechos del jugador por dos millones de euros por parte del Bayer Leverkusen, con un contrato por cuatro años. Cuatro días después, fue cedido al F. C. Núremberg de Alemania, en un contrato hasta junio de 2024, aunque no llegó a disputar ningún encuentro.
El martes 6 de junio de 2023 el técnico del Bayer Leverkusen, Xavier Alonso pidió el regreso del futbolista al plantel principal del equipo tras haber estado cedido 3 meses, acción que finalmente se concretó con la vuelta del futbolista colombiano.

## Selección nacional

### Selecciones juveniles
Ha sido convocado a la Selección Colombia Sub-20, jugó en los Juegos Suramericanos de 2022, donde obtuvo la medalla de bronce. A su vez también participó en el Sudamericano Sub-20 de 2023, ocupando el tercer lugar en el hexagonal final y clasificando al Mundial Sub-20 Argentina 2023. En este Mundial, Colombia llegó hasta cuartos de final donde perdió 1-3 ante Italia. También clasificaron a los Juegos Panamericanos de 2023.

#### Participaciones en Torneos Juveniles
| Torneo                     | Sede                       | Resultado                  | PJ | GA | Asis |
| -------------------------- | -------------------------- | -------------------------- | -- | -- | ---- |
| Juegos Odesur 2022         | Asunción, Paraguay         | Tercer lugar               | 5  | 1  | 5    |
| Sudamericano Sub-20 2023   | Colombia                   | Tercer lugar               | 8  | 2  | 2    |
| Total en Torneos Juveniles | Total en Torneos Juveniles | Total en Torneos Juveniles | 13 | 3  | 7    |

#### Participaciones en Copas del Mundo Juveniles
| Mundial                     | Sede      | Resultados       | PJ | GA | Asis |
| --------------------------- | --------- | ---------------- | -- | -- | ---- |
| Copa Mundial Sub-20 de 2023 | Argentina | Cuartos de final | 5  | 1  | 0    |

### Selección absoluta
Fue llamado por Néstor Lorenzo para un microciclo de la Selección Colombia el 18 y 20 de octubre de 2022.

#### Participaciones enEliminatorias al Mundial
| Eliminatoria                               | Sede del Mundial                 | Posición      | Resultado  | PJ                                | GA | Asis |
| ------------------------------------------ | -------------------------------- | ------------- | ---------- | --------------------------------- | -- | ---- |
| Eliminatorias Mundial de Norteamérica 2026 | Estados Unidos · México · Canadá | 6°lugar 22pts | En disputa | 0 (4 convocatorias como suplente) | 0  | 0    |

## Estadísticas

### Clubes
| Club                                                                                   | Div.          | Temporada     | Liga  | Liga  | Liga  | Copas nacionales(1) | Copas nacionales(1) | Copas nacionales(1) | Torneos internacionales(2) | Torneos internacionales(2) | Torneos internacionales(2) | Total | Total | Total |
| Club                                                                                   | Div.          | Temporada     | Part. | Goles | Asis. | Part.               | Goles               | Asis.               | Part.                      | Goles                      | Asis.                      | Part. | Goles | Asis. |
| -------------------------------------------------------------------------------------- | ------------- | ------------- | ----- | ----- | ----- | ------------------- | ------------------- | ------------------- | -------------------------- | -------------------------- | -------------------------- | ----- | ----- | ----- |
| Bogotá FC · Colombia                                                                   | 2.ª           | 2021          | 8     | 0     | 0     | —                   | —                   | —                   | —                          | —                          | —                          | 8     | 0     | 0     |
| Bogotá FC · Colombia                                                                   | 2.ª           | 2022          | 22    | 3     | 2     | 1                   | 0                   | 0                   | —                          | —                          | —                          | 23    | 3     | 2     |
| Bogotá FC · Colombia                                                                   | Total club    | Total club    | 30    | 3     | 2     | 1                   | 0                   | 0                   | —                          | —                          | —                          | 31    | 3     | 2     |
| Núremberg · Alemania                                                                   | 2.ª           | 2023          | 0     | 0     | 0     | —                   | —                   | —                   | —                          | —                          | —                          | 0     | 0     | 0     |
| Núremberg · Alemania                                                                   | Total club    | Total club    | 0     | 0     | 0     | 0                   | 0                   | 0                   | —                          | —                          | —                          | 0     | 0     | 0     |
| Bayer Leverkusen · Alemania                                                            | 1.ª           | 2023-24       | 7     | 0     | 0     | —                   | —                   | —                   | 3                          | 0                          | 0                          | 10    | 0     | 0     |
| Bayer Leverkusen · Alemania                                                            | Total club    | Total club    | 7     | 0     | 0     | 0                   | 0                   | 0                   | 3                          | 0                          | 0                          | 10    | 0     | 0     |
| Hull City Inglaterra                                                                   | 2.ª           | 2024-25       | 30    | 0     | 0     | 1                   | 1                   | 0                   | —                          | —                          | —                          | 31    | 1     | 0     |
| Hull City Inglaterra                                                                   | Total club    | Total club    | 30    | 0     | 0     | 1                   | 1                   | 0                   | 0                          | 0                          | 0                          | 31    | 1     | 0     |
| Total carrera                                                                          | Total carrera | Total carrera | 67    | 3     | 2     | 2                   | 1                   | 0                   | 3                          | 0                          | 0                          | 72    | 4     | 2     |
| (1) Incluye datos de la Copa Colombia. (2) Incluye datos de la Liga Europa de la UEFA. |               |               |       |       |       |                     |                     |                     |                            |                            |                            |       |       |       |

### Selección
| Selección           | Año   | Amistosos | Amistosos | Amistosos | Mundial | Mundial | Mundial | Copa América | Copa América | Copa América | Eliminatorias | Eliminatorias | Eliminatorias | Total | Total | Total |
| Selección           | Año   | Part.     | Goles     | Asis      | Part.   | Goles   | Asis    | Part.        | Goles        | Asis         | Part.         | Goles         | Asis          | Part. | Goles | Asis  |
| ------------------- | ----- | --------- | --------- | --------- | ------- | ------- | ------- | ------------ | ------------ | ------------ | ------------- | ------------- | ------------- | ----- | ----- | ----- |
| Sub-20 · Colombia   |       |           |           |           |         |         |         |              |              |              |               |               |               |       |       |       |
| 2021                | 3     | 0         | 0         | —         | —       | —       | —       | —            | —            | —            | —             | —             | 3             | 0     | 0     |       |
| 2022                | 11    | 2         | 1         | —         | —       | —       | 5       | 1            | 5            | —            | —             | —             | 16            | 3     | 6     |       |
| 2023                | 1     | 0         | 0         | 5         | 1       | 0       | —       | —            | —            | 8            | 2             | 2             | 14            | 3     | 2     |       |
| Total               | 15    | 2         | 1         | 5         | 1       | 0       | 5       | 1            | 5            | 8            | 2             | 2             | 33            | 6     | 8     |       |
| Absoluta · Colombia | 2024  | —         | —         | —         | —       | —       | —       | —            | —            | —            | —             | —             | —             | 0     | 0     | 0     |
| Absoluta · Colombia | Total | 0         | 0         | 0         | 0       | 0       | 0       | 0            | 0            | 0            | 0             | 0             | 0             | 0     | 0     | 0     |
| Total               | Total | 15        | 2         | 1         | 5       | 1       | 0       | 5            | 1            | 5            | 8             | 2             | 2             | 33    | 6     | 8     |

## Palmarés

### Títulos nacionales
| Título                | Club             | País     | Año  |
| --------------------- | ---------------- | -------- | ---- |
| Bundesliga            | Bayer Leverkusen | Alemania | 2024 |
| Copa de Alemania      | Bayer Leverkusen | Alemania | 2024 |
| Supercopa de Alemania | Bayer Leverkusen | Alemania | 2024 |

### Títulos internacionales
| Título               | Equipo           | Sede     | Año  |
| -------------------- | ---------------- | -------- | ---- |
| Juegos Sudamericanos | Selección Sub-20 | Asunción | 2022 |
| Sudamericano Sub-20  | Selección Sub-20 | Colombia | 2023 |